# Anna Marcoulli
Anna Marcoulli   (Nicòsia, 1974) és una jutgessa xipriota del Tribunal General de la Unió Europea (TGUE) d’ençà del 2016, després de molts anys de feina al servei jurídic de la Comissió Europea, durant els quals va participar en la gestió de les activitats de la presidència xipriota del Consell de la UE l’any 2012.
Va estudiar a la Universitat d'Ànglia de l'Est (LLB, 1995) i a la Universitat de Bristol (LLM, 1996) i va ser admesa com a advocada a Xipre el 1997. Durant deu anys, entre el 1998 i el 2008, va formar part del servei jurídic de la República de Xipre. Com a presidenta de la sala VI ampliada del TGUE, la jutgessa Marcoulli és la ponent de la sentència sobre la immunitat de Carles Puigdemont, Clara Ponsatí i Toni Comín com a eurodiputats.